# Zoran Varvodić
Zoran Varvodić (Split,  26. prosinca 1963.)  je umirovljeni hrvatski nogometaš koji je igrao za NK GOŠK Dubrovnik, Hajduk Split, Spartak Subotica, Olimpija Ljubljana i Cádiz CF. 
Danas je trener vratara u HNK Hajduk Split. Njegov je sin Miro Varvodić.